# カリフォルニア州州務長官
カリフォルニア州州務長官 (Secretary of State of California) は、カリフォルニア州の州務長官であり、州政府の窓口としての広範な任務を受け持つ。カリフォルニア州州務長官はカリフォルニア州選挙管理の最高責任者であり、州民が政治過程に直接参加する手段を保証する責任を負っている。任期は1期あたり4年。任期制限により三選は禁止され、再選されたら次回は退かねばならない。

## 任務
カリフォルニア州州務長官は、州民の政治参加を促し、州の選挙を監督する義務を負う。州務長官は全候補者の選挙公約を公式に記録し、投票集計の指揮と承認、有権者登録の管理を担当しなければならない。
加えて州務長官は、州務長官は州の法案についてその内容を確認し、章番号を付与し、州公章を押印する役割を担う。州の法案は、この過程を経てはじめて法律としてその効力を有するようになる。また州務長官は、州内で使用される計量単位の標準化、州議会のすべての記録の受領およびその目録の作成、新規設立企業の定款登記および商標登録を監督する。

## 歴史
カリフォルニア州州務長官は、州成立以来、公選によって選出され、州の行政府に属してきたが、その任務は時代とともに変遷している。1889年までは、州務長官が州政府のすべての文書ならびに、1849年および1879年の州憲法を含む秋分解散の保護保存に責任を負っていた。しかしながらその当時すでに、増え続ける公式記録を整理し、目録化、保存および保管する作業は事実上不可能となっていた。1889年、ウィリアム・ヘンドリックス州知事の下、J・D・ギルクリストが初代カリフォルニア州公文書館の初代監理官に任命された。
自動車の発明も、州務長官の職務領域に、短期間ながら任務を加えた。1905年から1913年までの間、自動車免許の発効と自動車登録業務も州務長官の管轄となった。しかしながら自動車台数の増加につれこの職務の負担が増えたため、自動車局が創設された。

## 歴代州務長官
| #  | 氏名                             | 着任   | 離任   | 所属政党           |
| -- | -------------------------------- | ------ | ------ | ------------------ |
| 1  | ウィリアム・ヴァン・ヴォーヒーズ | 1849年 | 1853年 | 民主党             |
| 2  | ジェイムズ・デンヴァー           | 1853年 | 1855年 | 民主党             |
| 3  | チャールズ・ヘムステッド         | 1855年 | 1856年 | 民主党             |
| 4  | デイヴィッド・ダグラス           | 1856年 | 1858年 | アメリカ党         |
| 5  | フェリス・フォアマン             | 1858年 | 1860年 | 民主党             |
| 6  | ジョンソン・プライス             | 1860年 | 1862年 | レコンプトン民主党 |
| 7  | ウィリアム・ウィークス           | 1862年 | 1863年 | 共和党             |
| 8  | A・A・H・タットル                | 1863年 | 1863年 | 共和党             |
| 9  | ベンジャミン・レディング         | 1863年 | 1867年 | 北部共和党         |
| 10 | H・L・ニコラス                   | 1867年 | 1871年 | 民主党             |
| 11 | ドルリー・メローン               | 1871年 | 1875年 | 共和党             |
| 12 | トマス・ベック                   | 1875年 | 1880年 | 民主党             |
| 13 | ダニエル・バーンズ               | 1880年 | 1883年 | 共和党             |
| 14 | トマス・トンプソン               | 1883年 | 1887年 | 民主党             |
| 15 | ウィリアム・ヘンドリックス       | 1887年 | 1891年 | 民主党             |
| 16 | エドウィン・ウェイト             | 1891年 | 1894年 | 共和党             |
| 17 | アルバート・ハート               | 1894年 | 1895年 | 共和党             |
| 18 | ルイス・ブラウン                 | 1895年 | 1899年 | 共和党             |
| 19 | チャールズ・カリー               | 1899年 | 1911年 | 共和党             |
| 20 | フランク・ジョーダン             | 1911年 | 1940年 | 共和党             |
| 21 | ポール・ピーク                   | 1940年 | 1943年 | 民主党             |
| 22 | フランク・ジョーダン             | 1943年 | 1970年 | 共和党             |
| -  | H・P・サリヴァン                 | 1970年 | 1971年 | 共和党             |
| 23 | ジェリー・ブラウン               | 1971年 | 1975年 | 民主党             |
| 24 | マーチ・フォン・ユー             | 1975年 | 1994年 | 民主党             |
| -  | トニー・ミラー                   | 1994年 | 1995年 | 民主党             |
| 25 | ビル・ジョーンズ                 | 1995年 | 2003年 | 共和党             |
| 26 | ケヴィン・シェリー               | 2003年 | 2005年 | 民主党             |
| -  | キャシー・ミッチェル             | 2005年 | 2005年 | 民主党             |
| 27 | ブルース・マクファーソン         | 2005年 | 2007年 | 共和党             |
| 28 | デブラ・ボーウェン               | 2007年 | 2015年 | 民主党             |
| 29 | アレックス・パディラ             | 2015年 | 2021年 | 民主党             |
| -  | ジェームズ・シュワブ             | 2021年 | 2021年 | 民主党             |
| 30 | Shirley Weber                    | 2021年 |        | 民主党             |